# Дебеславцівська сільська рада
| Дебеславцівська сільська рада — орган місцевого самоврядування у Коломийському районі Івано-Франківської області з адміністративним центром у с. Дебеславці. Історична дата утворення: в 1940 році. Водоймища на території, підпорядкованій даній раді: річки Прут, Березівка. Сільській раді підпорядковані населені пункти: - с. Дебеславці — населення — 846 осіб; площа — 7,30 км² - с. Ганнів — населення — 302 особи; площа — 4,90 км² - с. Залуччя — населення — 692 особи; площа — 9,57 км² - с-ще Липники — населення — 87 осіб; площа — 0,60 км² |

## Склад ради
Рада складається з 16 депутатів та голови.

### Керівний склад ради
| ПІБ                      | Основні відомості                                                 | Дата обрання | Дата звільнення |
| ------------------------ | ----------------------------------------------------------------- | ------------ | --------------- |
| Бойчук Богдан Михайлович | Сільський голова, 1959 року народження, освіта, безпартійний      | 26.03.2006   | 31.10.2010      |
| Бойчук Богдан Михайлович | Сільський голова, 1959 року народження, освіта вища, безпартійний | 31.10.2010   |                 |

Примітка: таблиця складена за даними джерела